# PILE DRIVER (アルバム)
『PILE DRIVER』（パイル・ドライバー）は、1983年3月5日に発売された所ジョージ8枚目のアルバム。

## 概要
キャニオンレコード（現：ポニーキャニオン）から EPIC・ソニーに移籍しての初アルバム。CD化は、されていない。

## 収録曲
全曲作詞・作曲：所ジョージ　編曲：幾見雅博

### SIDE A
1. 東京隣接自動車登録番号
2. チリ紙の台
3. 車庫証明騒動歌
4. 仔豚のチャールストン
5. 椰子の木陰で
6. 森田さん家に持ってった笹ガレイの干物

### SIDE B
1. DOしよう
2. SEXY NIGHT BLUES
  - 翌年「I've got a すんごいですね ROCK'N ROLL HEART」のB面曲としてリカット。
3. JUMPING JACK CLASH
4. ROCK'N ROLL RIDER
5. ひとりごと